# Ellisella maculata
Ellisella maculata is een zachte koraalsoort uit de familie Ellisellidae. De koraalsoort komt uit het geslacht Ellisella. Ellisella maculata werd in 1878 voor het eerst wetenschappelijk beschreven door Studer. 